# Osonjak
Osonjak is een plaats in de gemeente Bednja in de Kroatische provincie Varaždin. De plaats telt 60 inwoners (2001).